# Willi Stiowicek
Willi Stiowicek (* 21. Mai 1956 in St. Pölten) ist ein ehemaliger österreichischer Politiker (SPÖ) und Magistratsbediensteter. Er war von 2005 bis 2008 Abgeordneter zum Landtag von Niederösterreich.

## Leben
Stiowicek studierte nach dem Besuch der Handelsakademie in St. Pölten an der Wirtschaftsuniversität Wien Betriebswirtschaft mit Schwerpunkt Marketing und Kommunikation und schloss sein Studium mit dem akademischen Grad Mag. ab. Er trat danach in den Dienst der Kammer für Arbeiter und Angestellte für Niederösterreich und später am Magistrat von St. Pölten beschäftigt. 2004 übernahm er bis zu seiner Pensionierung im Jahr 2021 die Leitung der Präsidialabteilung im Magistrat St. Pölten 
Zwischen 1980 und 1985 war Stiowicek als Gemeinderat in Rabenstein an der Pielach aktiv, danach arbeitete er von 1996 bis 2006 als Stadtrat in St. Pölten. Im Dezember 2005 rückte er in den Landtag nach, aus dem er nach den Verlusten der SPÖ bei der Landtagswahl 2008 per 10. April 2008 wieder ausschied.
Seit 2009 gehört er dem Aufsichtsrat der EVN AG an, seit 2015 als Vizepräsident.
Stiowicek ist Vater dreier Kinder und seit 2007 Obmann des Tierschutzvereins St. Pölten. Der Tierschutzverein St. Pölten ist Träger des Viertelstierheimes in der Landeshauptstadt und beheimatet jährlich 1.000 Tiere. 

## Auszeichnungen
- 1985: Ehrenzeichen der Marktgemeinde Rabenstein an der Pielach in Bronze.
- 1996: Florianiplakette in Bronze